# Wowong
Wowong is een bestuurslaag in het regentschap Lembata van de provincie Oost-Nusa Tenggara, Indonesië. Wowong telt 190 inwoners (volkstelling 2010).